# Jean Ier de Montferrat
Jean Ier de Montferrat, né en 1275 et mort le 9 janvier 1305), est seigneur de Montferrat, issu des Alérame (Aleramici).

## Biographie
Jean Ier est l'unique fils né du mariage de Guillaume VII de Montferrat et de sa seconde femme Béatrice de Castille, fille d'Alphonse X de Castille, il est le dernier marquis de Montferrat appartenant à la famille qui descend d'Alérame. Jeune, il est sous la tutelle du marquis de Saluces Thomas, qui avait pris la défense des territoires de Montferrat après la capture de Guillaume VII par ses ennemis. Il épouse le 23 mars 1296 Marguerite, fille du comte Amédée V de Savoie et de Sibylle de Baugé. Mais le couple n'a pas d'enfant.
Après la mort de Guillaume, le territoire est impliqué dans les guerres entre les différentes communes piémontaises. Charles II d'Anjou, roi de Naples, prend la défense du marquisat avec l'intention d'instaurer un rapport de vassalité dans le Piémont.
Aux côtés de Charles II et Thomas de Saluces, Jean combat Asti et Alexandrie pour reprendre les territoires de son père mais il se trouve devant une situation nouvelle depuis la mort de son père : beaucoup d'ennemis envisagent de prendre possession du Montferrat. Milan et la maison de Savoie qui voient une atteinte à leur politique expansionniste et une possible renaissance de la puissance du Montferrat. Philippe Ier de Savoie, en particulier, craint que Jean ait à cœur la reconquête de  Collegno, Grugliasco, Turin et Pianezza, d'importants centres précédemment passés  sous le contrôle de Guillaume VII.
Dans un premier temps, la ligue créée contre Mathieu Ier Visconti rencontre des succès, réussissant à le chasser de Milan en 1302. En 1303, Jean obtient la soumission d'Asti. Alors qu'il projette de nouvelles campagnes contre le Savoie, il tombe gravement malade en janvier 1305. Il meurt quelques jours après avoir rédigé son testament. Comme il est sans héritier, Théodore fils de l'empereur byzantin Andronic II Paléologue (1259-1332) et de Yolande de Montferrat (1274-1317), sa sœur, lui succède.
Jean est enterré avec ses ancêtres dans l'abbaye Santa Maria de Lucedio.